# Culture d'Odinov
La culture d'Odinov, ou culture Odinovo, est une culture archéologique de l'Âge du bronze. Elle est dénommée ainsi d'après un habitat trouvé dans le bassin de la basse Ichim, dans la plaine de Sibérie occidentale, en Russie.

## Chronologie
La culture d'Odinov est datée du XVIIIe au XVIe siècle avant notre ère.

## Mode de subsistance
La culture d'Odinov montre l'existence d'une tradition agricole de l’élevage. Les vestiges fossiles comprennent presque exclusivement des os d'animaux domestiques.

## Vestiges archéologiques
La similarité des objets en bronze indique une affiliation entre la culture d'Odinov et les cultures de Seima-Turbino. L’industrie lithique de la culture d'Odinov n’a pas, en revanche, encore été complètement étudiée.
La culture d'Odinov est également remarquable pour ses céramiques, avec des plats décorés d'empreintes de peignes et de textiles grossiers, de figures géométriques formés d'ornementations.

## Sépultures
Les sépultures de la culture d'Odinov sont similaires à celles de la culture Krotov. Elles suggèrent l'usage de rituels communs typiques des cultures sibériennes, notamment celles de la sphère Seima Turbino.